# Phasia fenestrata
Phasia fenestrata är en tvåvingeart som först beskrevs av Jacques-Marie-Frangile Bigot 1889.  Phasia fenestrata ingår i släktet Phasia och familjen parasitflugor. Inga underarter finns listade i Catalogue of Life.